# Манама
Манама (арап. المنامة, Ел Манама) је главни град Бахреина.  Град се налази у Персијском заливу у североисточном делу острва Бахреин. То је највећи град Бахреина, у ком живи 157.474 људи, што је четвртина становништва земље. У кругу од 15 km око града налази се више насеља, која сва заједно са Манамом имају 329.510 становника.
Иако се чини да су садашњи градови близанци Манама и Мухарак основани истовремено током 1800-их, Мухарак је постао истакнут због своје одбрамбене локације и стога је био главни град Бахреина до 1923. Манама је постала трговачка престоница и била је капија ка главном острву Бахреина. У 20. веку, нафтно богатство Бахреина је помогло да се подстакне брз раст, а 1990-их година усаглашени напори за диверзификацију довели су до експанзије у другим индустријама и помогли да се Манама трансформише у важно финансијско средиште на Блиском истоку. Манама је проглашена престоницом арапске културе 2012. од стране Арапске лиге, а бета глобалним градом од стране Мреже за истраживање глобализације и светских градова 2018.

## Географија

### Клима
| Клима Манама (Бахреински међународни аеродром) 1961–1990, екстреми 1902–садашњост | Клима Манама (Бахреински међународни аеродром) 1961–1990, екстреми 1902–садашњост | Клима Манама (Бахреински међународни аеродром) 1961–1990, екстреми 1902–садашњост | Клима Манама (Бахреински међународни аеродром) 1961–1990, екстреми 1902–садашњост | Клима Манама (Бахреински међународни аеродром) 1961–1990, екстреми 1902–садашњост | Клима Манама (Бахреински међународни аеродром) 1961–1990, екстреми 1902–садашњост | Клима Манама (Бахреински међународни аеродром) 1961–1990, екстреми 1902–садашњост | Клима Манама (Бахреински међународни аеродром) 1961–1990, екстреми 1902–садашњост | Клима Манама (Бахреински међународни аеродром) 1961–1990, екстреми 1902–садашњост | Клима Манама (Бахреински међународни аеродром) 1961–1990, екстреми 1902–садашњост | Клима Манама (Бахреински међународни аеродром) 1961–1990, екстреми 1902–садашњост | Клима Манама (Бахреински међународни аеродром) 1961–1990, екстреми 1902–садашњост | Клима Манама (Бахреински међународни аеродром) 1961–1990, екстреми 1902–садашњост | Клима Манама (Бахреински међународни аеродром) 1961–1990, екстреми 1902–садашњост |
| Показатељ \ Месец                                                                 | .Јан.                                                                             | .Феб.                                                                             | .Мар.                                                                             | .Апр.                                                                             | .Мај.                                                                             | .Јун.                                                                             | .Јул.                                                                             | .Авг.                                                                             | .Сеп.                                                                             | .Окт.                                                                             | .Нов.                                                                             | .Дец.                                                                             | .Год.                                                                             |
| --------------------------------------------------------------------------------- | --------------------------------------------------------------------------------- | --------------------------------------------------------------------------------- | --------------------------------------------------------------------------------- | --------------------------------------------------------------------------------- | --------------------------------------------------------------------------------- | --------------------------------------------------------------------------------- | --------------------------------------------------------------------------------- | --------------------------------------------------------------------------------- | --------------------------------------------------------------------------------- | --------------------------------------------------------------------------------- | --------------------------------------------------------------------------------- | --------------------------------------------------------------------------------- | --------------------------------------------------------------------------------- |
| Апсолутни максимум, °C (°F)                                                       | 29,7 (85,5)                                                                       | 34,7 (94,5)                                                                       | 38,1 (100,6)                                                                      | 41,3 (106,3)                                                                      | 46,7 (116,1)                                                                      | 47,3 (117,1)                                                                      | 47,5 (117,5)                                                                      | 45,6 (114,1)                                                                      | 45,5 (113,9)                                                                      | 42,8 (109)                                                                        | 37,2 (99)                                                                         | 30,6 (87,1)                                                                       | 47,5 (117,5)                                                                      |
| Максимум, °C (°F)                                                                 | 20,0 (68)                                                                         | 21,2 (70,2)                                                                       | 24,7 (76,5)                                                                       | 29,2 (84,6)                                                                       | 34,1 (93,4)                                                                       | 36,4 (97,5)                                                                       | 37,9 (100,2)                                                                      | 38,0 (100,4)                                                                      | 36,5 (97,7)                                                                       | 33,1 (91,6)                                                                       | 27,8 (82)                                                                         | 22,3 (72,1)                                                                       | 30,1 (86,2)                                                                       |
| Просек, °C (°F)                                                                   | 17,2 (63)                                                                         | 18,0 (64,4)                                                                       | 21,2 (70,2)                                                                       | 25,3 (77,5)                                                                       | 30,0 (86)                                                                         | 32,6 (90,7)                                                                       | 34,1 (93,4)                                                                       | 34,2 (93,6)                                                                       | 32,5 (90,5)                                                                       | 29,3 (84,7)                                                                       | 24,5 (76,1)                                                                       | 19,3 (66,7)                                                                       | 26,5 (79,7)                                                                       |
| Минимум, °C (°F)                                                                  | 14,1 (57,4)                                                                       | 14,9 (58,8)                                                                       | 17,8 (64)                                                                         | 21,5 (70,7)                                                                       | 26,0 (78,8)                                                                       | 28,8 (83,8)                                                                       | 30,4 (86,7)                                                                       | 30,5 (86,9)                                                                       | 28,6 (83,5)                                                                       | 25,5 (77,9)                                                                       | 21,2 (70,2)                                                                       | 16,2 (61,2)                                                                       | 23,0 (73,4)                                                                       |
| Апсолутни минимум, °C (°F)                                                        | 2,7 (36,9)                                                                        | 7,9 (46,2)                                                                        | 10,9 (51,6)                                                                       | 10,8 (51,4)                                                                       | 18,7 (65,7)                                                                       | 18,4 (65,1)                                                                       | 25,3 (77,5)                                                                       | 21,8 (71,2)                                                                       | 18,9 (66)                                                                         | 18,8 (65,8)                                                                       | 11,7 (53,1)                                                                       | 6,4 (43,5)                                                                        | 2,7 (36,9)                                                                        |
| Количина падавина, mm (in)                                                        | 14,6 (0,575)                                                                      | 16,0 (0,63)                                                                       | 13,9 (0,547)                                                                      | 10,0 (0,394)                                                                      | 1,1 (0,043)                                                                       | 0 (0)                                                                             | 0 (0)                                                                             | 0 (0)                                                                             | 0 (0)                                                                             | 0,5 (0,02)                                                                        | 3,8 (0,15)                                                                        | 10,9 (0,429)                                                                      | 70,8 (2,787)                                                                      |
| Дани са падавинама (≥ 1.0 mm)                                                     | 2,0                                                                               | 1,9                                                                               | 1,9                                                                               | 1,4                                                                               | 0,2                                                                               | 0                                                                                 | 0                                                                                 | 0                                                                                 | 0                                                                                 | 0,1                                                                               | 0,7                                                                               | 1,7                                                                               | 9,9                                                                               |
| Сунчани сати — месечни просек                                                     | 226,3                                                                             | 221,2                                                                             | 238,7                                                                             | 255,0                                                                             | 306,9                                                                             | 339,0                                                                             | 331,7                                                                             | 331,7                                                                             | 312,0                                                                             | 303,8                                                                             | 261,0                                                                             | 226,3                                                                             | 3.353,6                                                                           |
| Извор #1: NOAA, Meteo Climat (record highs and lows)                              |                                                                                   |                                                                                   |                                                                                   |                                                                                   |                                                                                   |                                                                                   |                                                                                   |                                                                                   |                                                                                   |                                                                                   |                                                                                   |                                                                                   |                                                                                   |
| Извор #2: Ministry of Transportation (Bahrain)                                    |                                                                                   |                                                                                   |                                                                                   |                                                                                   |                                                                                   |                                                                                   |                                                                                   |                                                                                   |                                                                                   |                                                                                   |                                                                                   |                                                                                   |                                                                                   |

## Историја
Назив града се први пут јавља у исламским списима из 1345. године. Португалци га освајају 1521, а Персијанци преузимају власт 1602. године. До 1783, са мањим прекидима, градом влада династија Ел Халифа. Године 1958, постаје слободна лука, а 1971. главни град независног Бахреина.

### Предмодерна историја
Постоје докази о људском насељу на северној обали Бахреина који датирају из бронзаног доба. Цивилизација Дилмун је населила ову област oko 3000. године пре нове ере. Ова локација је служила као кључно регионално трговачко средиште између Месопотамије, Магана и цивилизације долине Инда. Отприлике 100.000 дилмунских хумки пронађено је широм северног и централног региона земље, од којих неке потичу од пре 5.000 година. Упркос открићу хумки, нема значајних доказа који би указивали на то да се у доба Дилмуна одвила знатна урбанизација. Сматра се да је већина становништва живела у руралним срединама, којих је било неколико хиљада. Доказе о древном великом руралном становништву потврдио је један од капетана бродова Александра Великог, током путовања у Персијском заливу. Огроман систем акведукта у северном Бахреину помогао је да се олакша древна хортикултура и пољопривреда.

„Престоница Авал... је добро насељен град чија је околина плодна и производи кукуруз и урме у изобиљу."
  Ал-Идриси

Комерцијална мрежа Дилмуна трајала је скоро 2.000 година, након чега су Асирци преузели контролу над острвом 700. године пре нове ере на више од једног века. Уследила је вавилонска и ахеменидска власт, која је касније уступила место грчком утицају у време освајања Александра Великог. У првом веку нове ере, римски писац Плиније Старији писао је о Тилосу, хеленском називу Бахреина у класичном добу, и његовим бисерима и пољима памука. Острво је дошло под контролу Партског и Сасанидског царства, до када је несторијанско хришћанство почело да се шири у Бахреину. До 410–420 нове ере, несторијанска епископија и манастир су основани у Ал Дајру, на суседном острву Мухарак. Након преласка Бахреина на ислам 628. године нове ере, радови на једној од најранијих џамија у региону, Хамис џамији, почели су већ у седмом веку нове ере. Током тог времена, Бахреин је био ангажован у поморској трговини на велике удаљености, што је очигледно из открића кинеских новчића који датирају између 600. и 1200. године нове ере, у Манами.
Године 1330, под династијом Јарванида, острво је постало вазал Краљевине Хормуз. Град Манама се први пут помиње по имену у рукопису из 1345. године. Бахреин, посебно Манама и оближње насеље Билад Ал Кадим, постао је центар шиитског учења и обуке за улему, што је остао вековима. Улема је помогла у финансирању експедиција за бисерирање и финансирању производње житарица у руралним подручјима око града. Године 1521. Бахреин је пао у руке Португалског царства које се ширило у Персијском заливу, пошто је већ победило Хормузе. Португалци су учврстили своју власт на острву изградњом Бахреинске тврђаве, на периферији Манаме. После бројних побуна и ширења Сафавидског царства у Персији, Португалци су протерани из Бахреина и Сафавиди су преузели контролу 1602. године.

### Рана модерна историја
Сафавиди, који су умањили значај Манаме, изабравши су оближњи град Билад Ал Кадим као главни град провинције. Град је такође био седиште персијског гувернера и шеика острва, ал-Ислама. Положај шеика ал-Ислама био је под јурисдикцијом централне владе Сафавида и као такви, кандидати су бивали пажљиво проверени од стране судова у Исфахану. Током Сафавидске ере, острва су и даље била образовни центар дванаесточланог шиизма, производећи свештенике за службу у континенталној Персији. Поред тога, богати пољопривредни северни регион Бахреина наставио је да цвета захваљујући обиљу фарми урминих палми и воћњака. Португалски путник Педро Теишеира напоменуо је екстензивну култивацију усева попут јечма и пшенице. Отварање персијских тржишта за извоз из Бахреина, посебно бисера, подстакло је извозну економију острва. Годишњи приход од извезених бахреинских бисера износио је 600.000 дуката, што је бивало прикупљено коришћењем око 2.000 бисерних дауа. Још један фактор који је допринео пољопривредном богатству Бахреина била је миграција шиитских култиватора током отоманске окупације Катифа и ал-Хасе, плашећи се верског прогона, 1537. године. Након 1736. године, Надер Шах је изградио утврђење на јужној периферији Манаме (вероватно тврђаву Диван).

## Становништво
| 1941.  | 1950.  | 1959.  | 1965.  | 1971.  | 1981.   | 2010.   |
| ------ | ------ | ------ | ------ | ------ | ------- | ------- |
| 27.835 | 39.648 | 61.726 | 79.098 | 88.785 | 121.986 | 329.510 |

## Привреда
Економија се, као и у случају саме државе, заснива на нафти, рафинеријама, бродоградњи, рибарењу и вађењу бисера.

### Саобраћај
Манаму опслужује „Међународни аеродром — Бахреин“ који се налази на острву Ел Мухарак. У граду се такође налази и универзитет основан 1986.

## Партнерски градови
- Кувајт
- Доха
- Тунис
- Триполи
- Чикаго
- Дубаи
- Чијанг Мај
- Аман
- Таиф
- Сингапур